# Appetite for Democracy
Appetite for Democracy é uma turnê do Guns N' Roses que celebra os 25 anos do álbum "Appetite for Destruction" e os quatro anos do álbum "Chinese Democracy".

## Datas
| Data                                        | Cidade    | País           | Local                  |
| ------------------------------------------- | --------- | -------------- | ---------------------- |
| Appetite for Democracy: Las Vegas Residency |           |                |                        |
| 31 de outubro, 2012                         | Las Vegas | Estados Unidos | The Joint              |
| 2 de novembro de 2012                       | Las Vegas | Estados Unidos | The Joint              |
| 3 de novembro de 2012                       | Las Vegas | Estados Unidos | The Joint              |
| 7 de novembro de 2012                       | Las Vegas | Estados Unidos | The Joint              |
| 9 de novembro de 2012                       | Las Vegas | Estados Unidos | The Joint              |
| 10 de novembro de 2012                      | Las Vegas | Estados Unidos | The Joint              |
| 14 de novembro de 2012                      | Las Vegas | Estados Unidos | The Joint              |
| 17 de novembro de 2012                      | Las Vegas | Estados Unidos | The Joint              |
| 18 de novembro de 2012                      | Las Vegas | Estados Unidos | The Joint              |
| 21 de novembro de 2012                      | Las Vegas | Estados Unidos | The Joint              |
| 23 de novembro de 2012                      | Las Vegas | Estados Unidos | The Joint              |
| 24 de novembro de 2012                      | Las Vegas | Estados Unidos | The Joint              |
| Ásia                                        |           |                |                        |
| 7 de dezembro de 2012                       | Bangalore | India          | Bhartiya City          |
| 9 de dezembro de 2012                       | Mumbai    | India          | MMRDA Grounds          |
| 12 de dezembro de 2012                      | Delhi     | India          | Leisure Valley Gurgaon |
| 15 de dezembro de 2012                      | Jakarta   | Indonesia      | Lapangan D Senayan     |
| 18 de dezembro de 2012                      | Tokyo     | Japão          | Zepp Tokyo             |

### Números
| Data                                   | Ingressos vendidos / Disponíveis | Receita bruta |
| -------------------------------------- | -------------------------------- | ------------- |
| 31 de outubro - 18 de novembro de 2012 | 25,975 / 29,490 (88%)            | $2,394,371    |

## Integrantes
- Axl Rose – vocalista, piano, assovio
- Dizzy Reed – teclados, piano, percussão, vocal de apoio
- Chris Pitman – teclados, samples, vocal de apior, tamburim
- Tommy Stinson – baixo, vocal de apoio, vocal
- Richard Fortus – guitarra rítmica, guitarra solo, violão, slide guitar, vocal de apoio
- Ron "Bumblefoot" Thal – guitarra solo, guitarra rítmica, violão, vocal de apoio, vocal
- Frank Ferrer – bateria, tamburim
- DJ Ashba – guitarra solo, guitarra rítmica, vocal de apoio